# Grote en Kleine Verfdoos
De Grote en Kleine Verfdoos zijn twee appartementengebouwen in de tuinstad Slotermeer in het Amsterdamse stadsdeel Nieuw-West. Ze zijn ontworpen door de architect Allert Warners, gebouwd in de periode 1954 tot en met 1956 en gerenoveerd in 2008-2009. De twee flats zijn voor circa 1,7 miljoen gulden gebouwd.
De gebouwen bevatten woningen. De Grote Verfdoos ligt tussen de Slotermeerlaan en de Martinus Nijhoffstraat en de Kleine Verfdoos tussen de Lodewijk van Deysselstraat en de Van Moerkerkenstraat. Beneden (in de "plint") zijn winkels, horeca etc. aan de Slotermeerlaan en de Lodewijk van Deysselstraat. 
De woningen van de Grote Verfdoos zijn toegankelijk vanaf de Martinus Nijhoffstraat. De voor ouderen bestemde woningen in de Kleine Verfdoos zijn toegankelijk vanaf de Van Moerkerkenstraat.
De naam verfdoos ontleenden de gebouwen aan de gekleurde gevelpanelen naar ontwerp van Joseph Ongenae. Bij de renovatie van 2009 door Vanschagen Architecten zijn de oorspronkelijke kleuren teruggekeerd, waarbij de in de jaren zestig aangebrachte panelen met gewijzigde kleuren en vlakverdeling zijn vervangen. Na de renovatie werd het gebouw op de monumentenlijst geplaatst.
De naam van de architect is in steen vermeld.

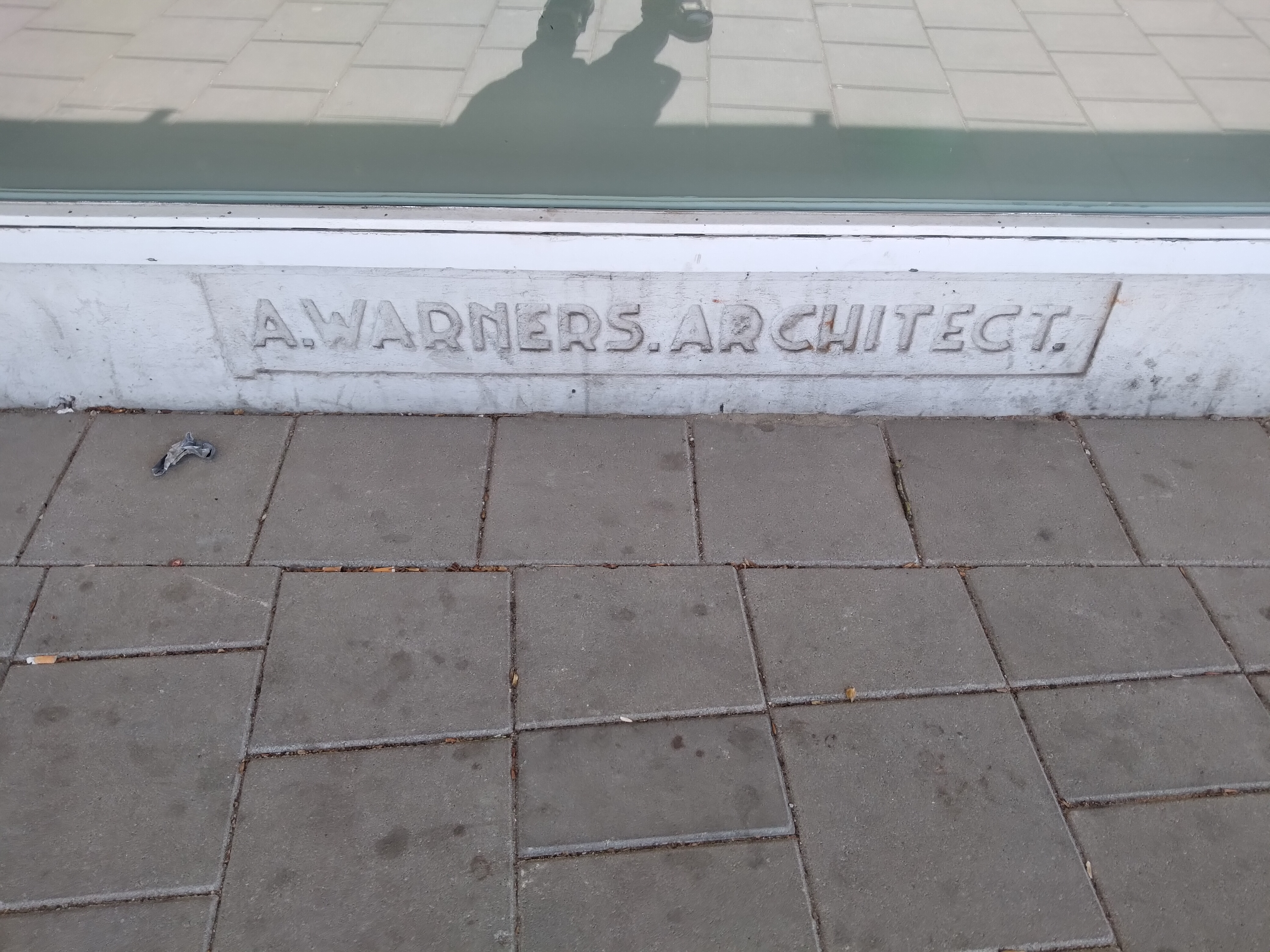
Naam van architect in steen (april 2021)

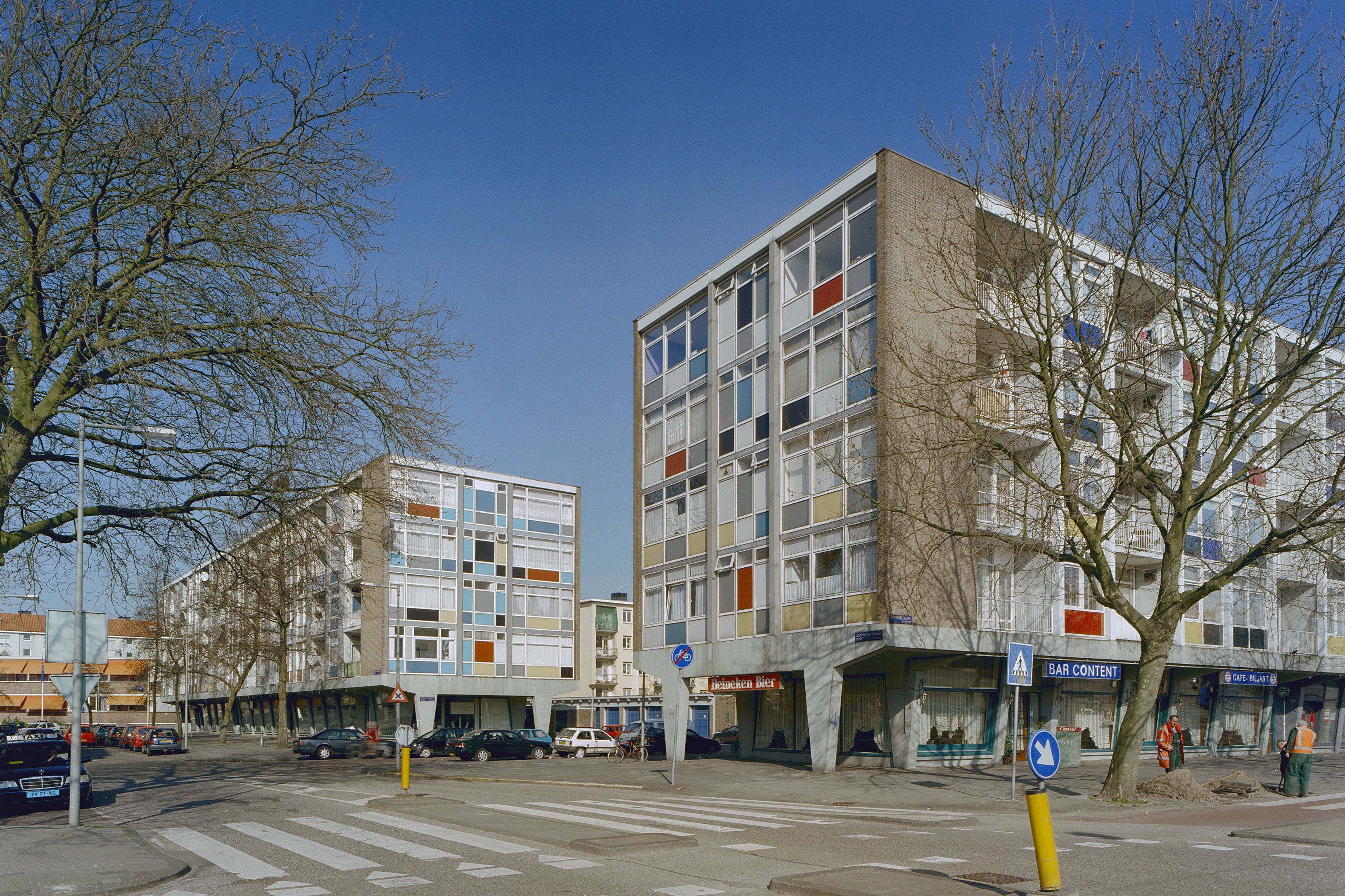
Lodewijk van Deijsselstraat en Slotermeerlaan in 2002, met links de Kleine en rechts de Grote Verfdoos.